# Podstawowy błąd atrybucji
Podstawowy błąd atrybucji – pojęcie wprowadzone do psychologii społecznej przez Lee Rossa. Jest jednym z przykładów błędów poznawczych, który polega na powszechnej skłonności do wyjaśniania zachowania obserwowanych osób w kategoriach przyczyn wewnętrznych i stałych (np. cech charakteru) przy jednoczesnym niedocenianiu wpływów sytuacyjnych, zewnętrznych.
I tak na przykład 90% nauczycieli matematyki ankietowanych przez Meyera i Butzkamma w 1975 r. różnice w postępach w nauce swoich uczniów wiązało przede wszystkim ze „zdolnościami” oraz „innymi czynnikami osobowościowymi” (np. problemami z koncentracją). W odpowiedziach ankietowanych zabrakło przyczyn zewnętrznych, np. uwzględniania warunków do nauki w domu ucznia.
Przykład: 
Uczeń pokłócił się z wychowawcą. Wychowawca prawdopodobnie uzasadni zachowanie ucznia jego krnąbrnością i nieposłuszeństwem. Pominie w ocenie fakt, że uczeń miał (na przykład) zły dzień (umarła mu mama, przypadkiem zabił kota czy podpalił kwiatki). Nauczyciel „dostrzeże” w uczniu te stałe cechy charakteru, które uzasadnią jego ocenę (atrybucję). Użycie tych właśnie wewnętrznych cech do uzasadnienia postępowania ucznia jest popełnieniem podstawowego błędu atrybucji. 
Prawdopodobnie ten podstawowy błąd jest efektem automatycznego przetwarzania informacji, z ograniczonym wpływem świadomości. Sama obserwacja zachowania innego człowieka wywołuje automatyczne przypisanie mu cechy zgodnej z jego zachowaniem. Natomiast uwzględnienie czynników sytuacyjnych jest procesem kontrolowanym i wymaga uwagi. Zjawisko to w znaczący sposób wpływa na nasze codzienne formułowanie ocen na temat innych ludzi (oszczędność poznawcza). Inne wyjaśnienie jest związane z tzw. perspektywą spostrzeżeniową – aktor, czyli osoba, której zachowanie jest wyjaśniane, znajduje się w centrum naszego pola spostrzeżeniowego (wobec czego to jego dyspozycjom przypisujemy odpowiedzialność za jego zachowanie).
Innym wytłumaczeniem powszechności podstawowego błędu atrybucji jest fakt, że tego typu atrybucje są łatwiejsze niż atrybucje sytuacyjne ze względu na mniejszą ilość rezultatów nietożsamych (szerzej zobacz: Teoria wnioskowania z czynników towarzyszących, teoria atrybucji).
Podstawowy błąd atrybucji posiada kilka specyficznych odmian:
- Efekt halo
- Błąd pierwszego rzutu oka
- Błąd łagodności
- Błąd tendencji centralnej.